# Lüderitzbuchter Zeitung
Die Lüderitzbuchter Zeitung war eine deutschsprachige Zeitung, die von 1909 bis 1937 in Lüderitz in Deutsch-Südwestafrika bzw. Südwestafrika, dem heutigen Namibia erschien.

## Geschichte
Am 13. Februar 1909 erschien die erste Ausgabe der Lüderitzbuchter Zeitung in der Kolonie Deutsch-Südwestafrika. In ihrem ersten Leitartikel erklärte sie ihre Gründung, da die größeren Zeitungsherausgabeorte Windhuk und Swakopmund recht weit entfernt seien, außerdem wollte sie besonders die Interessen der Diamantenabbauunternehmer vertreten und ein offenes Forum für die Anliegen  der deutschen Siedler in dieser Region sein.  Sie erschien wöchentlich sonnabends und berichtete vor allem über Wirtschaftsnachrichten, sowie kurz über wichtige politische Ereignisse, außerdem gab es viele Anzeigen und einen Fortsetzungsroman.
Seit dem 13. September 1914 wurde die Lüderitzbuchter Zeitung als tägliche ein-seitige Kriegsausgabe unter britischer Kontrolle mit Nachrichten der Agentur Reuters herausgegeben. Später  wurde sie wieder von deutschen Redakteuren wöchentlich zusammengestellt.
Ende 1926 übernahm Baron Viktor Klaus die Schriftleitung, der bis dahin Chefredakteur der Allgemeinen Zeitung in Windhoek gewesen war. Seit dieser Zeit erschien die Lüderitzbuchter Zeitung werktäglich, 1934 mit einer Auflage von 600 Exemplaren. Seit Oktober 1937 wurde sie wieder seltener herausgegeben. Am 31. Dezember 1937 erschien die letzte Ausgabe.